# L'Analyse de la beauté
The Analysis of Beauty (L'Analyse de la beauté) est un essai écrit par le graveur et peintre britannique William Hogarth publié à Londres au printemps 1753 et traduit pour la première fois en français en 1805.
« Destinée à fixer les idées vagues qu'on a du goût », comme l'indique le sous-titre de cette analyse, l'artiste y rassemble l'ensemble de ses théories autour d'un concept, la « ligne de beauté », et qu'il illustre lui-même de gravures (eaux fortes et bois) afin de le rendre accessible à l'honnête homme, constituant en définitive la pièce maîtresse intellectuelle de ce que l’historien d'art Ernst Gombrich a décrit comme étant « la campagne obstinée de Hogarth contre le goût à la mode ».

## La ligne de beauté

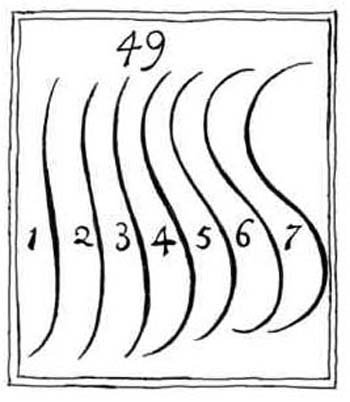
Différentes formes de lignes serpentines (figure n° 49, extraite de la planche I).

On peut résumer ainsi la théorie de « la ligne de beauté » (the Line of Beauty), qu'il faut entendre ici au sens d'une réflexion mettant en relation esthétique et notion du beau : dans une représentation (peinture, dessin, sculpture, gravure), une ligne sinueuse est toujours plus belle qu'une ligne anguleuse. Hogarth la symbolise par une lettre « S » stylisée appelée « serpentine ». Elle apparaît sur la page de titre de son essai, dans une pyramide transparente sous-titrée variety ; on la trouve aussi dans ses œuvres antérieures, par exemple sur la palette située au premier plan de Le Peintre et son carlin (1745) reproduit ici dans un frontispice, ou encore tout à gauche, sur le personnage en train de peindre une enseigne dans la double-gravure Beer Street and Gin Lane (La Ruelle du gin et La Rue de la bière, février 1751) ; enfin, dans l'essai lui-même où Hogarth illustre son propos.

## Contexte
Hogarth travaille sur son traité d'esthétique depuis au moins 1745. Jusqu'à un certain point, cet ouvrage est le fruit de discussions avec ses collègues de la St Martin's Lane Academy et dans certains milieux cosmopolites comme le Sublime Society of Beef Steaks ou le café Old Slaughter ; il a sans doute bénéficié des conseils de Thomas Morell et de George Vertue. Grand lecteur, Hogarth a lu les ouvrages de Roger de Piles et de Jonathan Richardson ; plusieurs fois il cite le peintre et théoricien milanais Giovanni Paolo Lomazzo et le comte de Shaftesbury. Ce débat, qui correspond chez Hogarth a un profond souci, celui de s'écarter du classicisme figé par les connoisseurs, intéressait à cette époque en fin de compte peu de monde, mais suffisamment pour engendrer de violentes polémiques : à parution, l'essai d'Hogarth suscita une gravure virulente et satirique de Paul Sandby.

## Le principe de variété

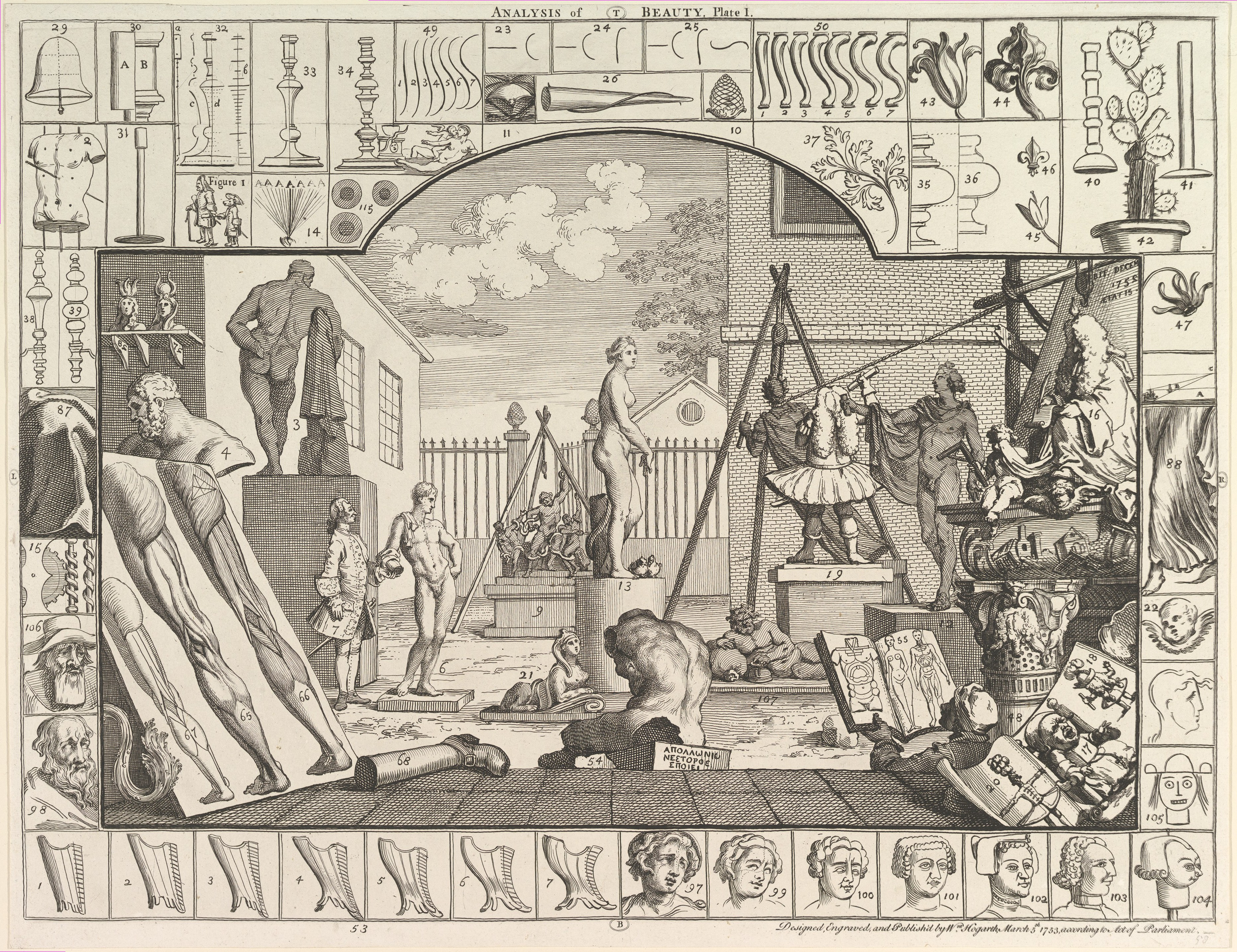
Planche I : « La Cour du statuaire » (eau forte et burin en hors-texte, daté 5 mars 1753).

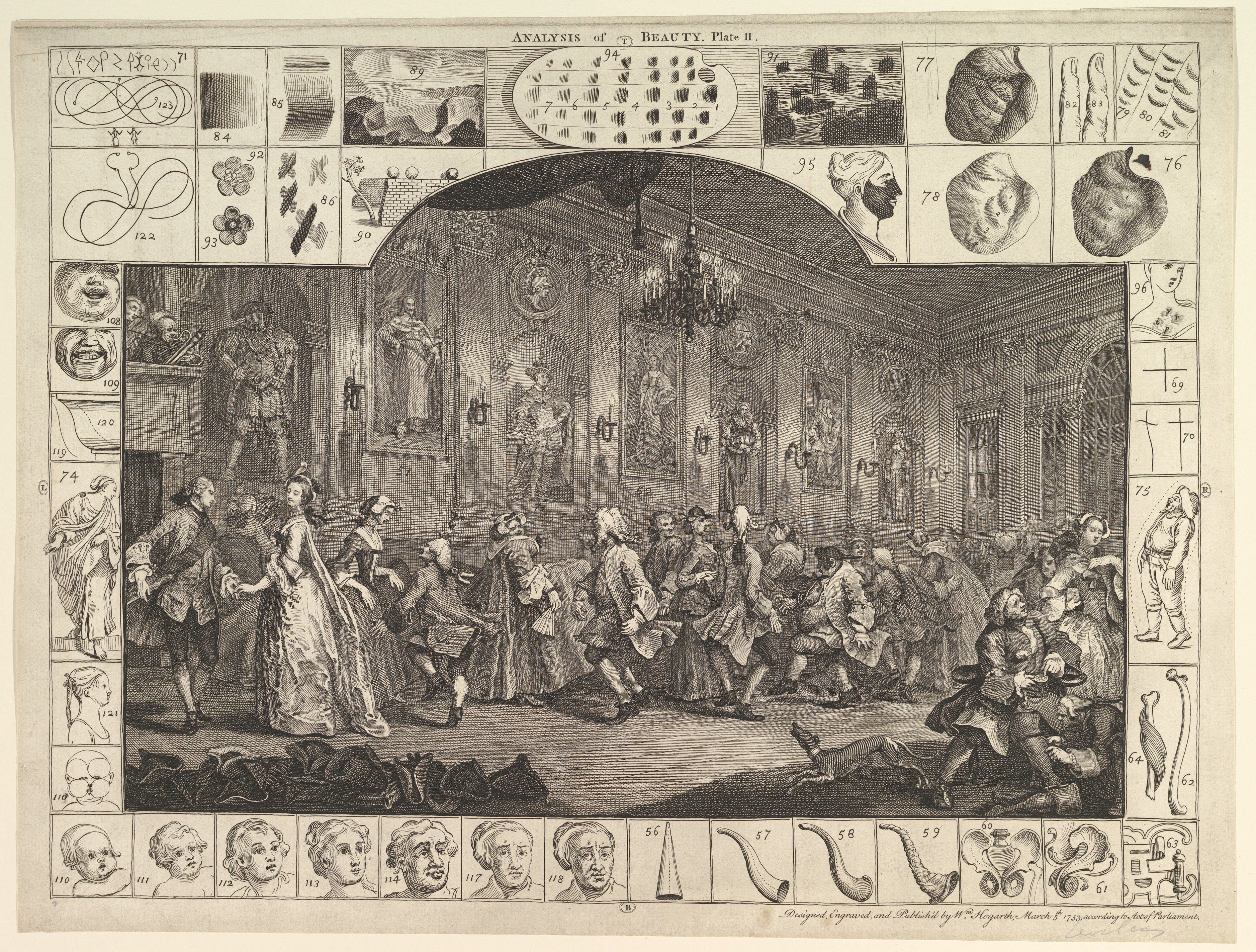
Planche II : « Scène de bal » (idem).

Le traité est divisé en 17 chapitres : 6 consacrés aux grands principes de la composition picturale, 5 à une théorie des lignes, 3 à l'éclairage et la couleur, et 3 au visage, à l'attitude et enfin à l'action.
Pour proposer une alternative à l'esthétique classicisante, par exemple au goût immodéré pour « les choses anciennes », Hogarth se sert de la ligne serpentine qu'il oppose à la ligne droite, mais aussi à la courbe exagérée qu'il juge vulgaire. Son maître principe est celui de « variété », qu'il considère comme étant le socle de son analyse, l'essence de la beauté. Il préconise pour cela d'observer la nature et recommande aux jeunes artistes « de ne pas abandonner le corps au profit de l'ombre », autrement dit de chercher à en saisir toutes les nuances. Il étaye sa démonstration par deux planches, La Cour du statuaire et La Scène de bal. Leur fonction tout au long de l'essai est d'indiquer aux lecteurs « les objets auxquels on doit avoir recours dans la nature et dans les productions des grands maîtres ». La première représente un atelier de sculpteur en plein air, la seconde un bal dans une grande salle où sont accrochés des portraits de monarques. Hogarth attache ici une importance au regard. Il offre une méthode accessible aux personnes des deux sexes ouvertes aux arts, curieuses et désireuses de se cultiver : ce livre se rapproche d'un manuel de conduites ou d'attitudes quant au goût en général. Il encourage par exemple les lecteurs à se promener dans les rues de Londres, insistant sur l'importance de l'expérience personnelle, l'observation, le ressenti, le vécu. Il suggère d'apprécier les perspectives dans un contexte de variété, et insiste beaucoup sur les possibilités qu'offre l'observation de la vie urbaine. Un autre principe développé par Hogarth est celui de complexité (intricacy) : il l'illustre en parlant du plaisir à observer une scène de bal, il écrit, en parlant du visage d'une danseuse, qu'« elle conduit l'œil à une espèce de chasse ou de poursuite ». Toutes ces remarques renvoient bien entendu aux propres œuvres d'Hogarth : tant ses gravures comme La Foire de Southwalk (janvier 1733) ou ses peintures, sont à cette époque jugées originales, riches et variées. Avec cet essai, Hogarth développe une théorie complexe, originale et totalement moderne sur l'art, la beauté et la vie.